# میپل هایتس (اوهایو)
میپل هایتس(به انگلیسی: Maple Heights) شهری در ایالت اوهایو کشور ایالات متحده آمریکا است که جمعیت آن در سرشماری سال ۲۰۱۰ میلادی، ۲۳٬۱۳۸ نفر بوده‌است.